# Episoriculus
Episoriculus is een geslacht van zoogdieren uit de  familie van de spitsmuizen (Soricidae). De wetenschappelijke naam van het geslacht werd in 1966 gepubliceerd door Ellerman & Morrison-Scott.

## Soorten
Er worden 6 soorten in dit geslacht geplaatst:
- Episoriculus baileyi (O. Thomas, 1914)
- Episoriculus caudatus (Horsfield, 1851)
- Episoriculus leucops (Horsfield, 1855)
- Episoriculus macrurus (Blanford, 1888)
- Episoriculus sacratus (O. Thomas, 1911)
- Episoriculus soluensis (Gruber, 1969)